# Cmentarz Komunalny w Radomiu

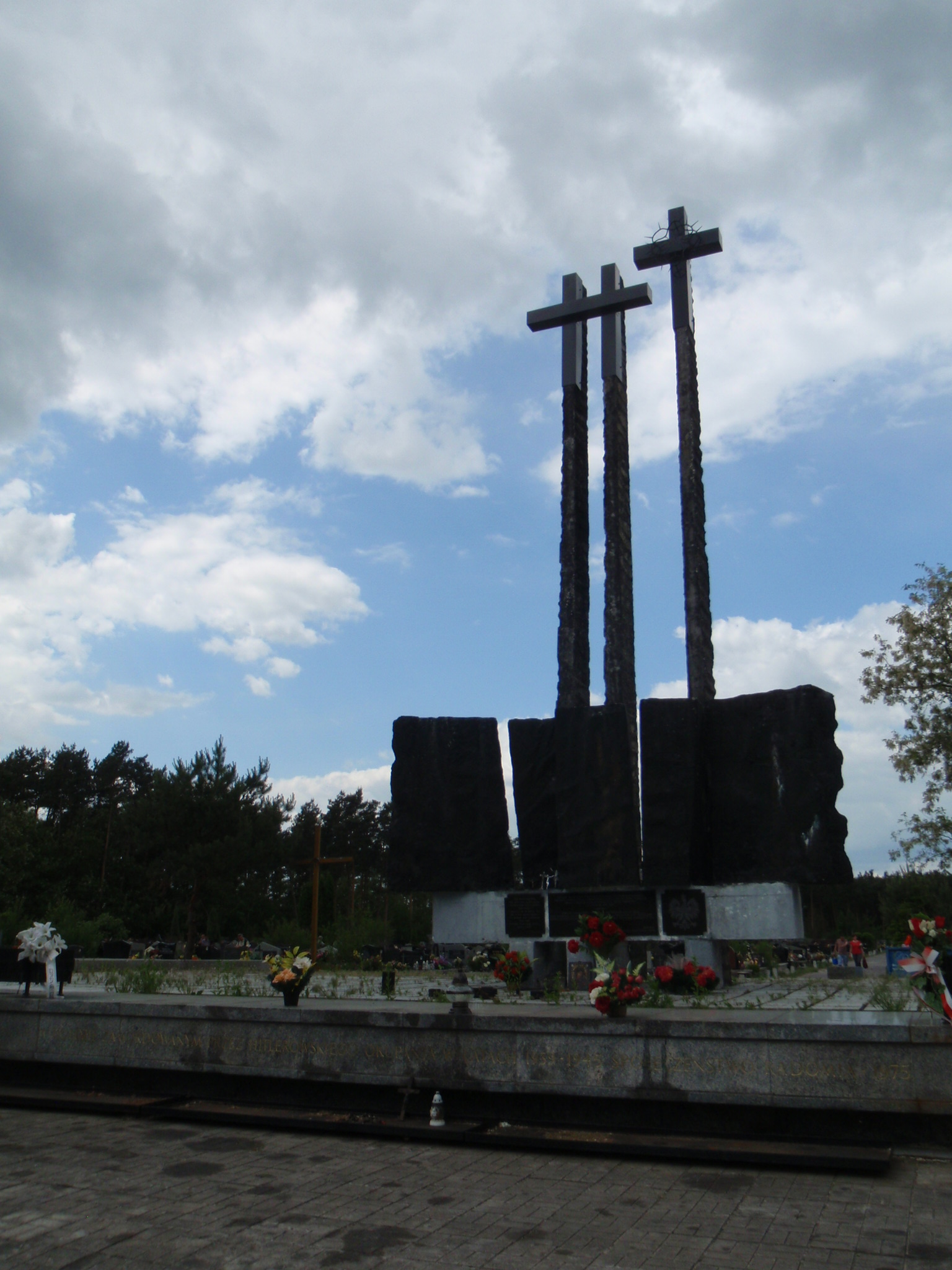
Pomnik upamiętniający pomordowanych przez Niemców na Firleju w czasie II wojny światowej

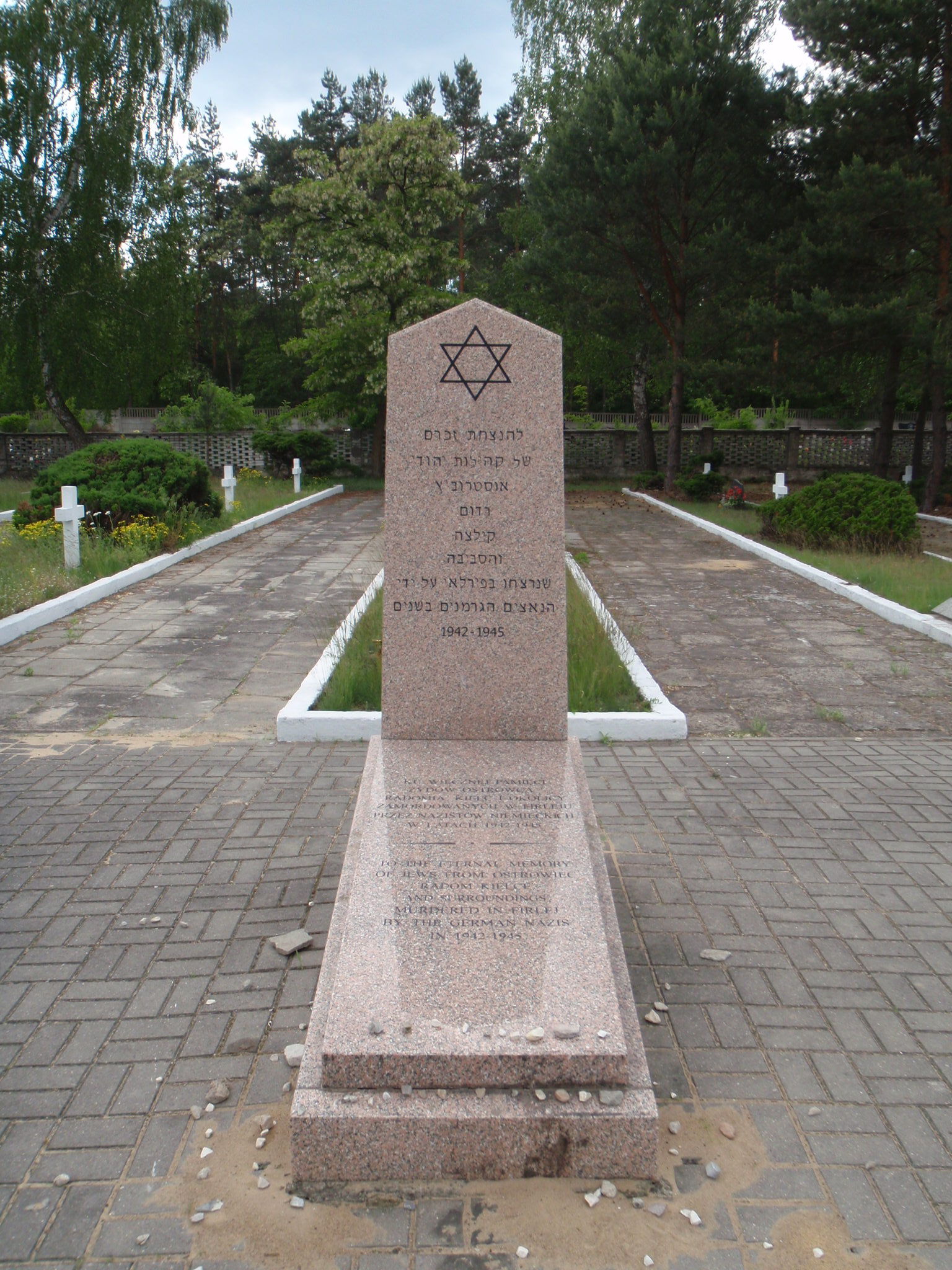
Pomnik upamiętniający żydowskich mieszkańców Radomia, Kielc i Ostrowca Świętokrzyskiego oraz okolic pomordowanych przez Niemców na Firleju

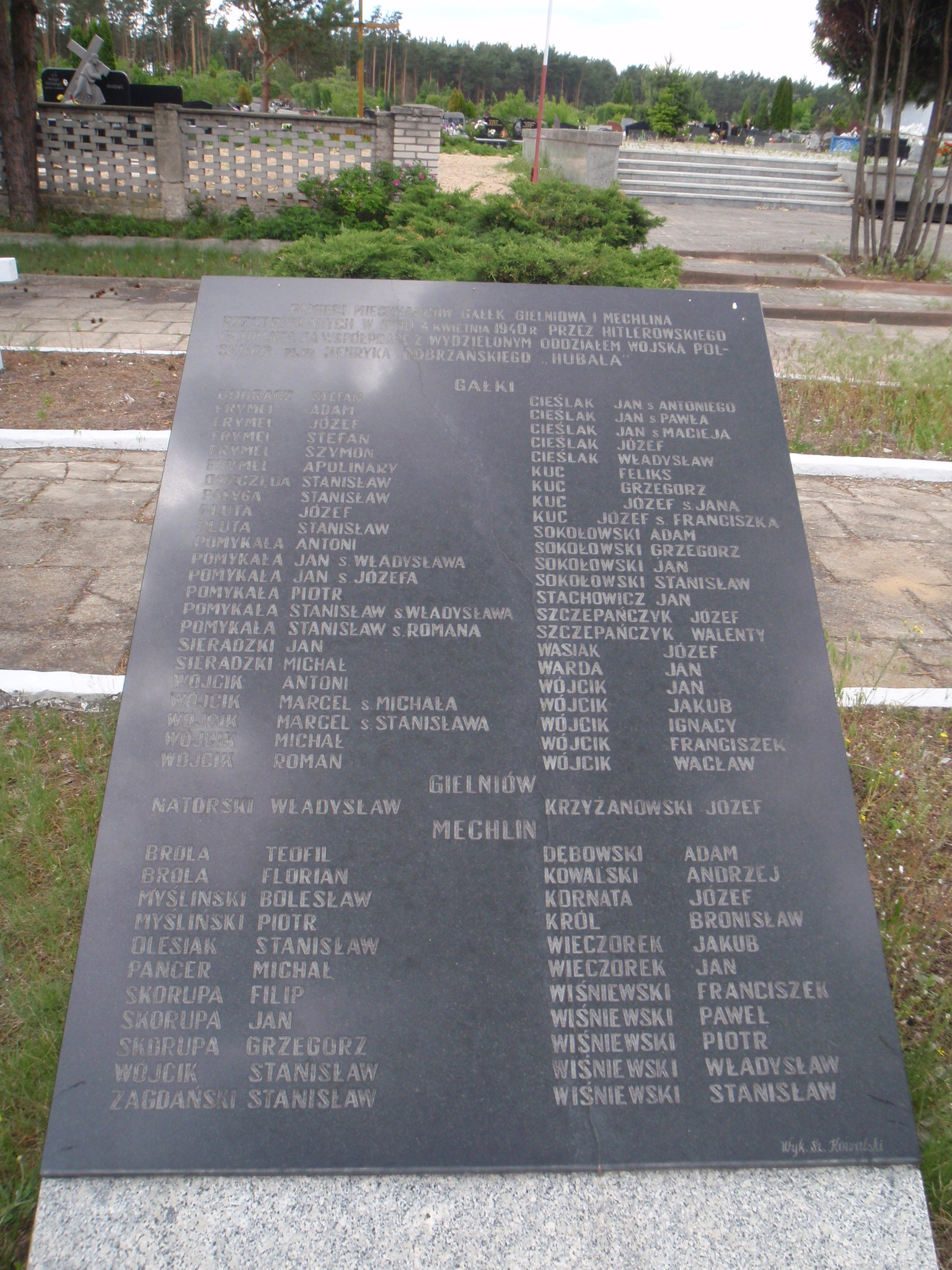
Pomnik upamiętniający ofiary pacyfikacji wsi Gałki, Gielniów i Mechlin

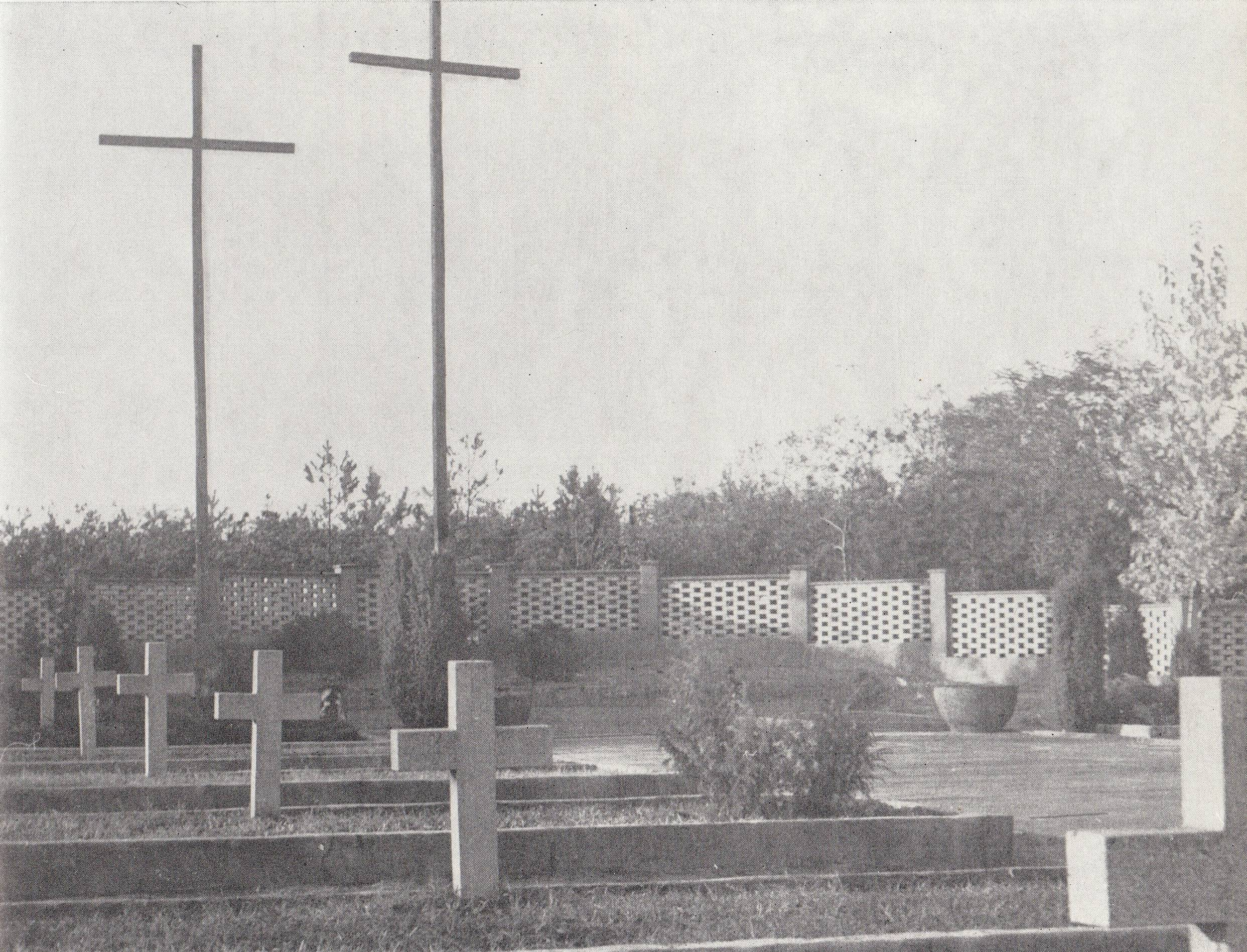
Widok na najstarszą część cmentarza w 1975

Cmentarz Komunalny w Radomiu – cmentarz usytuowany w dzielnicy Firlej na północ od centrum Radomia, największa nekropolia w Radomiu.

## Historia
Został zaprojektowany przez Ryszarda Rodaka. Początkowo pełnił funkcję cmentarza wojennego i miejsca pamięci narodowej, gdyż w czasie wojny w jego miejscu Niemcy przeprowadzali masowe egzekucje na ludności polskiej i żydowskiej, zabijając łącznie około 15 000 osób. Z tego powodu miejsce mieszczące masowe mogiły zostało po wojnie uporządkowane i ustawiono na nim trzy krzyże upamiętniające ofiary. 1 września 1975 odsłonięto pomnik upamiętniający ofiary, który został przebudowany w 2005. Autorem projektu pomnika był Maciej Paterkowski. Jest to obecnie odgrodzona, najstarsza część cmentarza.
Cmentarz położony na obrzeżach miasta stale się rozrasta, zajmując kolejne tereny niegdyś porośnięte lasem. Po raz pierwszy został powiększony w 1984. Cmentarz ograniczono od południa ul. Ofiar Firleja, od północy – ul. Witosa, a od wschodu – rezerwa terenu pod budowę ulicy Mieszka I.

## Komunikacja
Przy głównej bramie cmentarza znajduje się parking oraz pętla autobusowa dla linii 4 i 13 (w soboty, niedziele i święta). Od ulicy Witosa komunikację zapewniają autobusy linii 12 i 21 (wybrane kursy). W okresie dużych świąt kościelnych (Boże Narodzenie, Wielkanoc, Wszystkich Świętych) autobusy kursujące koło cmentarza mają zwiększoną częstotliwość. W okresie uroczystości Wszystkich Świętych do cmentarza dojeżdża specjalna pośpieszna linia autobusowa CM.

## Pochowani na cmentarzu
Na cmentarzu są pochowani m.in. – zasłużeni dla miasta, regionu i kraju –
- Aleksandra Adamczyk – działacz społeczny
- Andrzej Dziąbowski – Major - Pilot doświadczalny, 45 Lotnicza Eskadra Doświadczalna w Modlinie.
- Bożena Batkowska – nauczyciel
- Stanisław Brix – związany z przemysłem
- Zenon Broda – nauczyciel
- Helena Bronik – nauczyciel
- Bronisław Buczyński
- Jerzy Busza – krytyk sztuki
- Jan Chudzio – prawnik
- Władysław Ciurlik – nauczyciel
- Bronisław Czaban – nauczyciel
- Aleksander Czaplicki – prawnik
- Antoni Czortek – bokser
- Włodzimierz Czyhin – prawnik
- Janina Czykun – działacz społeczny
- Zbigniew Domagała – ksiądz
- Andrzej Domagała – nauczyciel
- Aleksandra Dudkowiak – nauczyciel akademicki
- Zbigniew Dudkowiak – nauczyciel akademicki
- Maria Dźwiarek – nauczyciel
- Zdzisław Florczak
- Mikołaj Fomin – sportowiec
- Andrzej Foremniak – związany z przemysłem
- Mieczysław Garwoliński
- Zbigniew Golba – lekarz
- Helmut Golcz – nauczyciel
- Maria Golka – lekarz
- Marian Gołębiowski – nauczyciel
- Jan Gruszka – nauczyciel
- Alicja Grzywa – pracownik kultury
- Bronisław Grzywa – pracownik kultury
- Władysław Gubała – pracownik kultury
- Aleksander Hall – działacz społeczny
- Mieczysław Janik – nauczyciel
- Karol Jankowski – lekarz
- Anna Jaworska – nauczyciel
- Henryk Jażdżyk – pracownik administracji państwowej
- Grzegorz Jesionek – dziennikarz
- Eugeniusz Jędrzejewski – pracownik administracji państwowej
- Marianna Karpińska – Zasłużona dla Kraju dziennikarz Polskiego Radia i publicysta
- Edward Kiełtyka – pracownik kultury
- Andrzej Korbecki – związany z przemysłem
- Elżbieta Kościelniak – pracownik kultury
- Bogdan Kowal – lekarz
- Zdzisława Kowalewska – lekarz
- Jan Kowalewski – lekarz
- Eugeniusz Krawczyk – pracownik akademicki
- Czesław Kropornicki – prawnik
- Bolesław Kulgawczyk – sportowiec
- Marian Lipczyński
- Artur Michał Lipiński – związany z przemysłem
- Anna Łapieniecka - nauczyciel, dyrektor II LO w Radomiu
- Witold Matłok – dziennikarz
- Władysław Misiewicz – pracownik kultury
- Stanisław Mosek – nauczyciel
- Bohdan Motyl – związany z przemysłem
- Stefan Nadera – prawnik
- Zdzisław Nita – lekarz
- Roman Nogacki
- Aleksander Noll – prawnik
- Tadeusz Ofiara – ksiądz
- Tomasz Pajórek – pilot
- Maria Papiz – nauczyciel
- Zacheusz Pawlak – lekarz
- Adam Penkalla – pracownik akademicki
- Jerzy Piątek – związany z przemysłem
- Alicja Polkowska – lekarz
- Kazimierz Potkański – nauczyciel
- Maria Rachwał – nauczyciel
- Jan Reszczyk – związany z przemysłem
- Tadeusz Romanowski – pracownik akademicki
- Maria Rożniatowska – nauczyciel
- Stanisław Rządowski –
- Włodzimierz Sedlak – ksiądz katolicki, naukowiec, profesor Katolickiego Uniwersytetu Lubelskiego, Honorowy obywatel miasta Radomia
- Krzysztof Sońta – nauczyciel, działacz samorządowy i polityk, poseł na Sejm VI i VII kadencji
- Jan Staśkiewicz
- Paweł Stus – dziennikarz
- Stanisław Szwabowicz – nauczyciel
- Feliks Szymański
- Tadeusz Tomal – związany z przemysłem
- Józef Trześniewski – sportowiec
- Maciej Turno – związany z przemysłem
- Józef Tuzimek – nauczyciel
- Andrzej Wąsowski – pracownik akademicki
- Krystyna Wojdyga
- Jerzy Wypyski – związany z przemysłem
- Jur Zieliński – sportowiec
- Artur Ziętek – pilot, ofiara katastrofy polskiego samolotu Tu-154M w Smoleńsku 10 kwietnia 2010
- Jerzy Żygocki – nauczyciel